# Torri di Quartesolo
Torri di Quartesolo är en ort och kommun i provinsen Vicenza i regionen Veneto i Italien. Kommunen hade 11 711 invånare (2018).